# Регби (Онеггер)
Регби, или Симфоническое движение № 2 (фр. Rugby ou Mouvement symphonique n° 2) (H. 67) — оркестровая пьеса французского композитора Артюра Онеггера, написанная в 1928 году. У композитора есть ещё два произведения в том же одночастном программном жанре и с тем же подзаголовком — «симфоническое движение»: написанный в 1923 году «Пасифик 231» (№ 1) и созданное в 1933 году «Симфоническое движение № 3» (не имеющее авторского программного названия). Все вместе они составляют своеобразный оркестровый трёхчастный цикл. «Регби» впервые было публично исполнено 19 октября 1928 года в Париже, но не имело такого успеха, как «Пасифик 231».

## История создания и характеристика

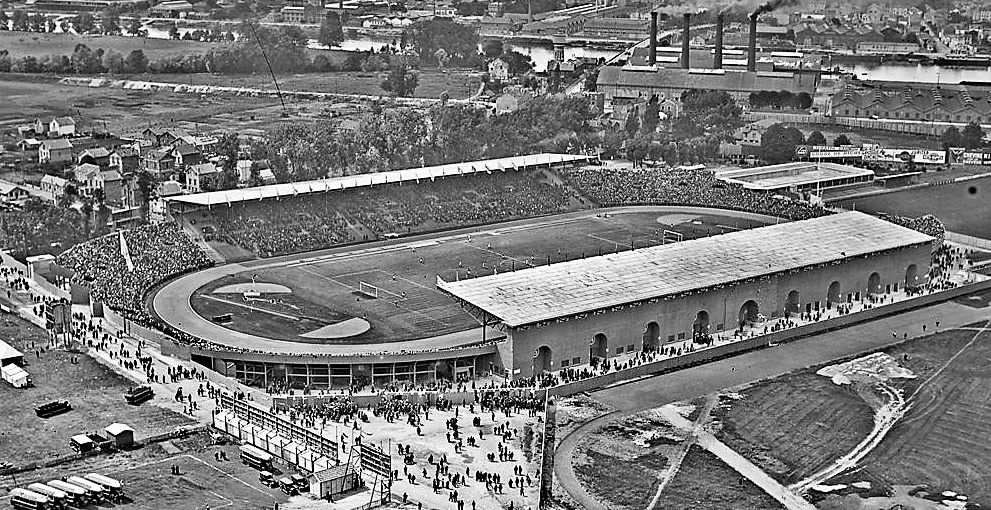
Вид на стадион в Коломбе в 1924 г.

Успех пьесы «Пасифик 231», написанной в урбанистическом духе, способствовал и дальнейшему обращению Онеггера к программному симфонизму, образно и тематически связанному с современностью. Композитор с детства увлекался спортом, будучи страстным болельщиком футбола, регби, гонок, и в 1928 году написал яркую и динамичную пьесу для большого симфонического оркестра под названием «Регби», в которой, по его словам, намеревался «выразить языком музыки все перипетии игры, ритм, краски матча, проходящего на Коломбийском стадионе…».
«Регби» не имеет чёткой декларированной композитором программы, и лишь отдельные высказывания автора могут свидетельствовать о первоначальном обобщённом замысле, направленном к изображению музыкальными средствами перипетий спортивной игры. По словам композитора, при сочинении «симфонических движений» у него не было намерений выразить в них какую-либо детализированную программу, а одной из задач было желание поэкспериментировать. Характерно также, что к третьей части своей симфонической триады композитор не подобрал название («у меня не хватило выдумки для третьего названия»). Как указывал Онеггер по поводу своих сочинений «Пасифик 231» и «Регби», критика восприняла их программность слишком буквально и превратно: «Даже некоторые весьма талантливые люди наполняли свои высокопрофессиональные статьи описаниями шума шатунов и лязга тормозов либо — овального мяча и возникающих вокруг него схваток центров нападения и т. д., и т. п».
Как указывает музыковед Г. М. Шнеерсон, пьеса по форме близка к форме рондо с постоянным тематическим возвращением центрального образа и насыщена «острыми ритмическими перебоями, рывками, беспорядочной сменой красок». По его мнению в этом сочинении:
Нарочитая сумбурность изложения, разорванность формы, соответствующая, по мысли автора, характеру грубой спортивной игры с её острыми ситуациями, случайностями, радостями и досадами, мешает восприятию музыки вне программы, хотя и здесь композитор проявил блестящее мастерство оркестровой техники и богатую фантазию.
 По мнению Филенко Г. Т., в этой пьесе никакого сюжета или программной схемы нет и она свободна от прямых ассоциаций. Сочинению Онеггера присуща смена движения, ритмических импульсов, мелодической графики, она импровизационна в своих последованиях и кажется: «на первых порах спонтанной, даже беспорядочной в своей неожиданности, хотя и подчиняется своему чисто „музыкальному порядку“ разнообразных приёмов перекличек и варьирования, которые легко постигаются по мере развития музыкальной темы».